# Parque Nacional da Beríngia
O Parque Nacional da Beríngia é um parque nacional russo, localizado na região autônoma de Tchukotka. O parque foi criado por meio de um decreto assinado pelo ex-primeiro-ministro russo Dmitry Medvedev em 17 de janeiro de 2013. É a área de proteção ambiental mais oriental do país.

## História
A ideia de criar um parque internacional no estreito de Bering existia desde a década de 1960. Em junho de 1990, Mikhail Gorbachev e George Bush assinaram uma declaração conjunta que estabelecia um parque americano-soviético na área ao redor do estreito de Bering. Em 27 de janeiro de 1993, foi estabelecido um parque natural no lado russo do estreito, sendo criado em 17 de janeiro de 2013 o parque nacional. O biologista Nikolai Zheleznev serviu como o primeiro diretor do parque até 2003 e foi sucedido pelo historiador Boris Vdovin, que foi sucedido por Nataliya Kalyuzhina desde 2006. Em 2004, a sede do parque foi deslocada de Anadyr a Provideniya.

## Geografia
O parque está situado na península de Chukchi, ocupando dois distritos administrativos da região de Tchukotka: Chukotskii no norte e Providenskii no sul. O território do parque, incluindo terra e corpos de água é igual a 7.544.704,3 acres. A paisagem é formada por uma tunda sub-ártica marinha. As montanhas têm uma altitude média de 900 metros, tendo como ponto mais alto do parque o monte Iskhodnaya a 1.194 metros de altitude. A costa é formada por golfos, fiordes e baías, os de mais fácil acesso sendo a baía de Provideniya e o golfo de Lavrentiya. Ao sudeste da península de Chukchi existem ilhas rochosas.
O clima da região é sub-ártico marítimo, sendo mais severo do que na maioria das regiões do Alaska. Os invernos são longos e os verões curtos, a temperatura é baixa e os ventos são fortes, a precipitação é de 700 milímetros anualmente. O parque situa-se em uma área com abundância de rios e lagos. Os rios se formam com chuva e neve, recedendo no verão e outono, inundando na primavera e congelando no inverno. Existem no parque nove nascentes geotérmicas, variando em temperaturas entre 21°С e 97°С.